# 한돌
한돌(1953년 1월 30일 ~ )은 경상남도 거제에서 태어난 대한민국의 남성 솔로 포크 팝 가수이다. 본명은 이흥건이다.

## 생애
한돌은 '작은 돌의 역할이라도 하자'는 뜻을 지닌 순우리말 이름이다.
1976년 언더그라운드 라이브 클럽에서 포크 팝 가수 첫 데뷔하였으며 3년 후 1979년에 정식 가수 데뷔하였다.
1982년 6월에는 신형원 불씨와 유리벽,작곡했다. '불씨'와 '유리벽'은 라디오 프로그램에서 신청곡 1위의 인기곡이었다. 1987년에는 '개똥벌레'와 '터' 등을 발표했다. 1989년에는 한돌타래모음 2의 '홀로 아리랑'을 작곡했고 이 노래는 남과 북의 배가 서로 만날 수 있는 곳이 독도라는 생각에 통일을 그렸던 서사시였다. 이후 성음을 통해 그의 고유 로고인 ‘타래밭’을 제작하기 시작했다. 1991년에는 김민기가 운영하는 대학로 '학전' 개관 초청공연을 했으며, 1994년에는 노래를 찾는 사람들과 이연실이 동참한 '한돌타래모음 3-내나라는 공사중'을 발매했다. 이 음반은 자연을 파헤치는 공사가 전국 방방곳곳에서 무분별하게 벌어지는 현실을 비판한 음반이다. 이후에 활동이 뜸해져 갔으나 2005년 8월 27일에는 경기도 고양시 어울림 별모래극장에서 활동을 중단한지 14년 만에 콘서트를 가졌다.